# Хотек, София
Графиня София Мария Йозефина Альбина Хотек фон Хотков унд Вогнин (Sophie Maria Josephine Albina Gräfin Chotek von Chotkow und Wognin; 1 марта 1868 — 28 июня 1914), с 1907 года — светлейшая герцогиня Гогенберг — морганатическая жена австрийского эрцгерцога Франца Фердинанда, её убийство вместе с мужем в Сараево стало поводом для начала Первой мировой войны.

## Биография
Дочь чешского графа из старинного рода Хотеков. Фрейлина Изабеллы фон Круа — супруги герцога Фридриха Тешинского. Привлекла внимание Франца Фердинанда, вероятно, на балу; на протяжении нескольких лет их связь держалась в тайне. Частые посещения эрцгерцогом дома герцога Тешинского объясняли его намерением жениться на дочери герцога.

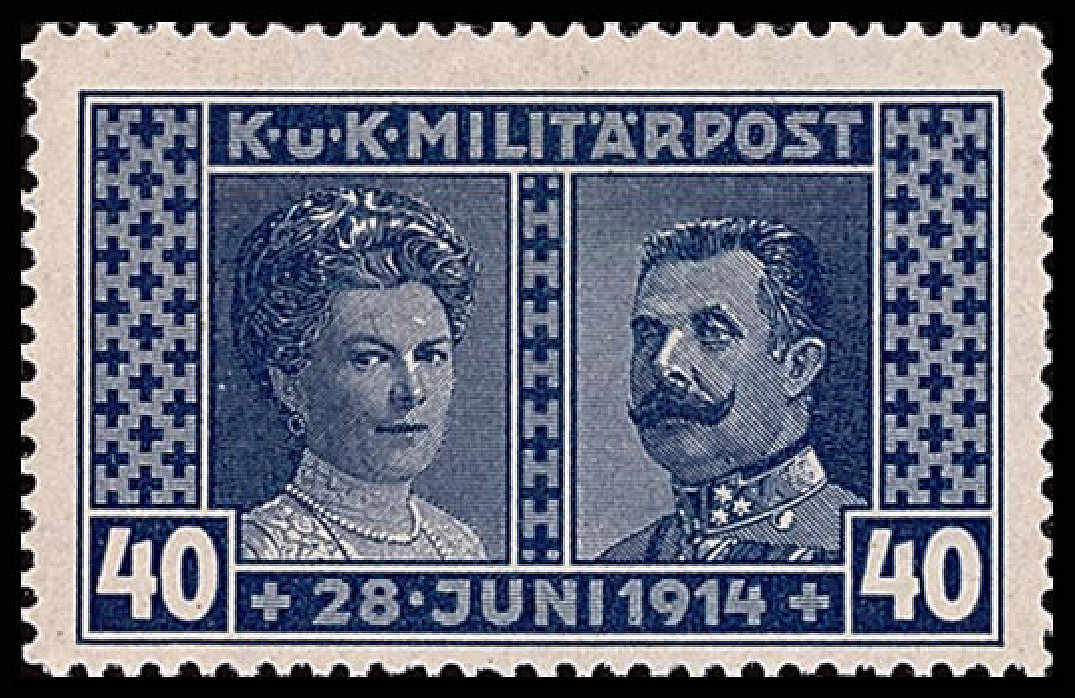
Почтовая марка Австро-Венгрии для Боснии и Герцеговины в память об эрцгерцоге Франце Фердинанде и княгине Софии, 40 геллеров, 1917 год. Продавалась с наценкой в 2 геллера для постройки церкви «на крови» в Сараеве

В 1899 году Франц-Фердинанд — наследник императора Франца-Иосифа — шокировал австрийский двор, объявив о своём намерении взять в жёны 30-летнюю графиню Хотек. Несмотря на энергичное противодействие самого императора и папы римского (позицию которых разделяли немецкий кайзер и русский царь) Франц-Фердинанд 1 июля 1900 года в Рейхштадте сочетался браком со своей избранницей. На церемонии не присутствовал никто из Габсбургов.
Потомство от брака Франца-Фердинанда с чешской графиней декретом Франца-Иосифа исключалось из числа наследников австрийского престола. Во всех придворных церемониалах София следовала за многочисленными эрцгерцогинями. Не желая мириться с таким положением, супруги оставили двор и поселились в замке Артштеттен, где они оба и были впоследствии похоронены.

## Дети
У герцогини Гогенберг и Франца-Фердинанда было трое детей — герцоги Максимилиан (1902—1962) и Эрнст (1904—1954), а также дочь София (1901—1990). Подробнее см. Гогенберги.

## В литературе и кино
- О положении графини при австрийском дворе Валентин Пикуль с сочувствием рассказывает в романе «Честь имею».
- Фильм «Покушение в Сараево» (Atentat u Sarajevu, Югославия-Чехословакия-ФРГ, 1975)
- Фильм «Покушение в Сараево» (Sarajevski atentat, Югославия, 1968)
- Фильм «Похождения бравого солдата Швейка» (Чехословакия, 1956)
- Фильм «Сараево» (Sarajevo, Австрия, 1955)
- Фильм «Святой Георгий убивает дракона» (Сербия-Босния и Герцеговина-Болгария, 2009)
- Фильм «Невеста ветра» (2001)